# Alejandra Reynoso Sánchez
Alejandra Noemí Reynoso Sánchez (León, Guanajuato; 21 de abril de 1975) es una política mexicana, miembro del Partido Acción Nacional. Entre el 1 de septiembre de 2021 al 31 de agosto de 2024 fue vicepresidenta del Senado de la República.

## Estudios
Es Lic. en Mercadotecnia por la Universidad de León. Estudió el Diplomado en Teoría Política y Gestión Pública de la Organización Demócrata Cristiana de América (ODCA) en Santiago de Chile. Cursó un Postdiplomado en Reformas Políticas y Neopopulismo en América Latina por la ODCA en Río de Janeiro, Brasil y cursó el Diplomado en Finanzas Públicas organizado por la Fundación Rafael Preciado y el Centro de Estudios en Finanzas.

## Primeros años
Comenzó su vida laboral desempeñándose como auxiliar contable  y posteriormente como responsable del Ramo Técnico de Automóviles de "HDI Seguros antes Seguros del Centro".
A los 21 años ingresó al servicio público municipal como Directora de Relaciones Interinstitucionales en Planeación y Desarrollo y posteriormente como Directora de Gestoría y Administración en la Secretaría Particular.
Contando con 27 años participó desde la Secretaría de Economía del Gobierno Federal en el Fondo Nacional de Apoyo a Empresas Sociales (FONAES) como Asesora del Coordinador General.
A la edad de 30 años, fue nombrada Delegada de la Secretaría de Relaciones Exteriores en Guanajuato y en 2008 fungió como directora general Adjunta de Delegaciones.

### Carrera política
Fue diputada federal de la LXI Legislatura,  donde fungió como secretaria de la Comisión de Relaciones Exteriores e integrante de las Comisiones: Fomento Cooperativo y Economía Social, Seguimiento a la Inversión en Educación y Salud, Población, Fronteras y Asuntos Migratorios. Participó además en los organismos internacionales como integrante de la Confederación Parlamentaria de las Américas (COPA); presidió del Grupo de Amistad con la República de Chile y la Comisión de Economía, Trabajo, Competitividad y Bloques Comerciales de COPA.
En 2011 fue invitada al Gobierno del Estado como Secretaria de Desarrollo Social y Humano siendo la primera mujer en haber alcanzado ese encargo.
En 2015 se desempeñó como Directora del Sistema Enlace Ciudadano del Grupo Parlamentario del Partido Acción Nacional de la Cámara de Diputados.
Actualmente se desempeña como Senadora de la República representando al estado de Guanajuato, en la LXIV legislatura.